# Dmitri Abakúmov
Dmitri Nikoláyevich Abakúmov (Дмитрий Николаевич Абакумов; Rusia, 8 de julio de 1989) es un futbolista ruso. Juega de portero y su equipo actual es el F. C. Ararat-Armenia de la Liga Premier de Armenia.

## Clubes
| Club                   | País    | Año       |
| ---------------------- | ------- | --------- |
| CSKA Moscú             | Rusia   | 2007-2008 |
| F. C. KAMAZ            | Rusia   | 2009-2012 |
| F. C. Mordovia Saransk | Rusia   | 2012-2013 |
| Gazovik Orenburg       | Rusia   | 2014-2017 |
| F. C. Luch Vladivostok | Rusia   | 2018      |
| F. C. Ararat-Armenia   | Armenia | 2018-     |

## Palmarés

### Títulos nacionales
| Título                  | Club                 | País    | Año  |
| ----------------------- | -------------------- | ------- | ---- |
| Liga Premier de Armenia | F. C. Ararat-Armenia | Armenia | 2019 |
| Supercopa de Armenia    | F. C. Ararat-Armenia | Armenia | 2019 |
| Liga Premier de Armenia | F. C. Ararat-Armenia | Armenia | 2020 |